# Kari Bjerke
Kari Bjerke (...) è un'ex sciatrice alpina norvegese.

## Biografia
Kari Bjerke ai Campionati norvegesi vinse la medaglia di bronzo nella discesa libera e nello slalom gigante nel 1977 e nella combinata nel 1978; non prese parte a rassegne olimpiche e non ottenne piazzamenti in Coppa del Mondo o ai Campionati mondiali.

## Palmarès

### Campionati norvegesi
- 3 medaglie[senza fonte] (dati parziali fino alla stagione 1976-1977):
  - 3 bronzi (discesa libera, slalom gigante nel 1977; combinata nel 1978)[senza fonte]